# دی‌متیل کربنات
دی‌متیل کربنات (به انگلیسی: Dimethyl carbonate) یک ترکیب شیمیایی با شناسه پاب‌کم ۱۲۰۲۱ است. شکل ظاهری این ترکیب، مایع شفاف است.